# Новодворовка (Восточно-Казахстанская область)
Новодворовка (каз. Новодворовка) — упразднённое село в Бородулихинском районе Восточно-Казахстанской области Казахстана. Входило в состав Новодворовского сельского округа. Ликвидировано в 1970-е годы.

## Население
По переписи 1926 г. в селе проживало 223 человека. Село населяли немцы, исповедовавшие лютеранство.

## История
Село основано в 1905 году немцами переселенцами из Причерноморья. В селе имелись маслоартель, начальная школа.